# Loïc Vliegen
Loïc Vliegen (Rocourt, 20 december 1993) is een Belgisch wielrenner die anno 2024 rijdt voor Bingoal WB, nadat hij eerder uitkwam voor BMC Racing Team en hun opleidingsploeg.

## Overwinningen
2015
7e etappe Ronde van Bretagne
Jongerenklassement Ronde van Bretagne
Flèche Ardennaise
3e etappe Vredeskoers, Beloften
3e etappe Tour des Pays de Savoie
2016
Bergklassement Driedaagse van De Panne-Koksijde
2017
1e etappe Ronde van Spanje (ploegentijdrit)
2019
2e etappe Ronde van Wallonië
Eindklassement Ronde van Wallonië
2020
Ronde van de Doubs

## Resultaten in voornaamste wedstrijden
| Jaar | Ronde van Italië | Ronde van Frankrijk | Ronde van Spanje |
| ---- | ---------------- | ------------------- | ---------------- |
| 2016 |                  |                     |                  |
| 2017 |                  |                     | 112e             |
| 2018 | opgave           |                     |                  |
| 2019 |                  |                     |                  |
| 2020 |                  |                     |                  |
| 2021 |                  | buiten tijd         |                  |
| 2022 | opgave           |                     |                  |
| 2023 |                  |                     |                  |
| 2024 |                  |                     |                  |
| 2025 |                  |                     |                  |

| Jaar | Milaan-San Remo | Gent-Wevelgem | Ronde van Vlaanderen | Amstel Gold Race | Luik-Bast.‑Luik | Ronde van Lombardije | Waalse Pijl | Strade Bianche | Brabantse Pijl |  | WK op de weg |  | Wereldranglijsten |
| ---- | --------------- | ------------- | -------------------- | ---------------- | --------------- | -------------------- | ----------- | -------------- | -------------- |  | ------------ |  | ----------------- |
| 2016 |                 |               |                      | 9e               | 65e             |                      | 92e         |                | 10e            |  |              |  | 175e (UWT)        |
| 2017 |                 | 27e           |                      |                  |                 |                      |             |                | 66e            |  |              |  | 209e (UWT)        |
| 2018 |                 |               |                      |                  | opgave          | opgave               | opgave      | opgave         |                |  |              |  | 632e (UWR)        |
| 2019 |                 | 54e           | 39e                  | opgave           | opgave          |                      |             |                | 57e            |  |              |  | 179e (UWR)        |
| 2020 | 48e             |               |                      |                  | 24e             |                      |             | 18e            |                |  | 40e          |  |                   |
| 2021 | 57e             | opgave        | 85e                  | 104e             | 92e             |                      | opgave      | opgave         | 79e            |  |              |  |                   |
| 2022 | 93e             |               |                      |                  |                 |                      |             |                |                |  |              |  |                   |
| 2023 | 151e            |               |                      | opgave           |                 |                      |             |                | opgave         |  |              |  |                   |
| 2024 |                 |               | opgave               |                  | opgave          |                      | opgave      |                | 69e            |  |              |  |                   |
| 2025 |                 |               | opgave               |                  | opgave          |                      | opgave      |                | 81e            |  |              |  |                   |

## Ploegen
- 2012 –  Idemasport-Biowanze
- 2014 –  BMC Racing Team (stagiair vanaf 1-8)
- 2015 –  BMC Racing Team (vanaf 28-6)
- 2016 –  BMC Racing Team
- 2017 –  BMC Racing Team
- 2018 –  BMC Racing Team
- 2019 –  Wanty-Gobert
- 2020 –  Circus-Wanty-Gobert
- 2021 –  Intermarché-Wanty-Gobert Matériaux
- 2022 –  Intermarché-Wanty-Gobert Matériaux
- 2023 –  Intermarché-Circus-Wanty
- 2024 –  Bingoal WB
- 2025 –  Wagner Bazin WB

Atapuma · Bookwalter · Burghardt · Cummings · Dennis · Dillier · Eijssen · Evans · Gilbert · Hermans · Hushovd · Kohler · Lander · Lodewyck · Moinard · Morabito · Nerz · Oss · Phinney · Quinziato · Sánchez · Schär · Stetina · Van Avermaet · Van Garderen · Velits · Warbasse · Wyss · Zabel · Davison (stagiair) · Teuns (stagiair) · Vliegen (stagiair) 
Atapuma · Bookwalter · Burghardt · Caruso · De Marchi · Dennis · Dillier · Drucker · Evans · Flakemore · Gilbert · Hermans · Küng · Lodewyck · Moinard · Oss · Phinney · Quinziato · Rosskopf · Sánchez · Schär · Senni · Stetina · Teuns · Van Avermaet · Van Garderen · Velits · Vliegen · Wyss · Zabel · Bohli (stagiair) · Frankiny (stagiair) · Gerts (stagiair)
Atapuma · Bohli · Bookwalter · Burghardt · Caruso · De Marchi · Dennis · Dillier · Drucker · Gerts · Gilbert · Hermans · Küng · Moinard · Oss · Phinney · Porte · Quinziato · Rosskopf · Sánchez · Schär · Senni · Teuns · Van Avermaet  · Van Garderen · Velits · Vliegen · Wyss · Zabel · Eisenhart (stagiair) · Lienhard (stagiair)
Bohli · Bookwalter · Caruso · De Marchi · Dennis · Dillier · Drucker · Elmiger · Frankiny · Gerts · Hermans · Küng · Moinard · Oss · Porte · Quinziato · Roche · Rosskopf · Sánchez · Schär · Scotson · Senni · Teuns · Van Avermaet  · van Garderen · Van Hooydonck · Ventoso · Vliegen · Wyss · Müller (stagiair) · Welten (stagiair)
Bettiol · Bevin · Bohli · Bookwalter · Caruso · De Marchi · Dennis   · Drucker · Frankiny · Gerrans · Küng · Porte · Roche · Roelandts · Rosskopf · Schär · Scotson · Teuns · Van Avermaet  · van Garderen · Van Hooydonck · Ventoso · Vliegen · Wyss
Bakelants · Bellicaud · De Gendt · De Plus · De Winter · Delacroix · Devriendt · Eiking · Evans · Hermans · Hirt · van der Hoorn · van Kessel · Koch · Kreder · Lammertink · Meintjes · Minali · Pasqualon · Petilli · Planckaert · B. van Poppel · D. van Poppel · Rota · Taaramäe · Van Melsen · Vanspeybrouck · Vliegen · Zimmermann · Girmay (stagiair) · Daemen (stagiair) · De Pooter (stagiair) · Jarnet (stagiair)
Bakelants · Bystrøm · Claeys · De Gendt · Delacroix · Devriendt · Girmay · Goossens · Hermans · Hirt · Huys · Johansen · Kristoff · Meintjes · Page · Pasqualon · Peák · Petilli · Petit · Planckaert ·  Pozzovivo(vanaf 14/2) · Rota · Taaramäe · Thijssen · van der Hoorn · van Kessel · Van Melsen · van Poppel · Vliegen · Zimmermann · De Pooter (stagiair) · Mihkels (stagiair)
Bonifazio · Bystrøm · Calmejane · Costa · De Gendt · De Pooter · Girmay · Goossens · Herregodts · Huys · Johansen · Marit · Meintjes · Mihkels · Page · Paquot · Petilli · Petit · Planckaert · Rex · Rota · Smith · Taaramäe · Teunissen · Thijssen · van der Hoorn · van Poppel · Vliegen · Zimmermann
Blouwe · De Meester · De Tier · Desal · Matthys · Meens · Mertens (tot 31/5) · Persico · Peyskens · Portsmouth · Salby · Teugels · Tizza · Van Boven · Van der Beken · Van Rooy · Vandepitte · Vermoote · Villa · Vliegen · Weemaes · Van Petegem (stagiair)